# Voljč
Voljč je priimek več znanih Slovencev:
- Božidar Voljč (*1939), zdravnik transfuziolog, ribič in politik
- Ignac Voljč Fric (1904—1944), kovač, partizan, narodni heroj
- Ignac Voljč (1917—?) partizan, politik (sekretar Okrajnega komiteja KPS na Jesenicah...)
- Jakob Voljč (1878—1900), pesnik
- Marko Voljč (*1949), ekonomist/finančnik in bančnik
- Mateja Dolenc-Voljč, zdravnica dermatovenerologinja, prof. MF
- Mojca Voljč, zootehnica?